# Strymon melinus
Strymon melinus is een vlinder uit de familie Lycaenidae, de kleine pages, vuurvlinders en blauwtjes. De wetenschappelijke naam van de soort werd in 1818 door Jacob Hübner gepubliceerd. De soort is de typesoort van het geslacht Strymon.

## Kenmerken
De spanwijdte bedraagt tussen de 22 en 35 millimeter.

## Verspreiding
Het verspreidingsgebied loopt van Noord- en Midden-Amerika tot het noordelijke deel van Zuid-Amerika. Per jaar zijn er in het noordelijke deel van het verspreidingsgebied twee generaties tussen mei en september; en in het zuidelijke deel drie tot vier generaties tussen februari en november.
De waardplanten zijn leden van een grote verscheidenheid aan families, waaronder Fabaceae, Malvaceae en Lamiaceae en het geslacht Fragaria.

## Ondersoorten
- Strymon melinus melinus
  - = Thecla hyperici Boisduval & Le Conte, 1835
- Strymon melinus humuli (Harris, 1841)
  - = Thecla humuli Harris, 1841
- Strymon melinus pudica (H. Edwards, 1877)
  - = Thecla melinus var. pudica H. Edwards, 1877
- Strymon melinus atrofasciata McDunnough, 1921
- Strymon melinus setonia McDunnough, 1927
- Strymon melinus franki Field, 1938